# Campionato mondiale maschile under 19 di pallavolo 2019
Il campionato mondiale maschile under 19 di pallavolo 2019 si è svolto dal 21 al 30 agosto 2019 a Radès e Tunisi, in Tunisia: al torneo hanno partecipato venti squadre nazionali under 19 e la vittoria finale è andata per la seconda volta all'Italia.

## Impianti
|                                                                              |                                                                                      |  |
|                                                                              |                                                                                      |  |
| Salle Omnisport de Radès Città: Radès Capienza: 17 000 Anno d'apertura: 2005 | Palazzetto dello sport El Menzah Città: Tunisi Capienza: 5 500 Anno d'apertura: 1967 |  |

## Regolamento

### Formula
La formula ha previsto:
- Fase a gironi, disputata con girone all'italiana: le prime quattro classificate di ogni girone hanno acceduto alla fase finale per il primo posto, mentre l'ultima classifica di ogni girone ha acceduto al girone per il diciassettesimo posto.
- Fase finale, disputata con:
  - Fase finale per il primo posto, giocata con ottavi di finale, quarti di finale, semifinali, finale per il terzo posto e finale; le sconfitte agli ottavi di finale hanno acceduto alla fase finale per il nono posto, mentre le sconfitte ai quarti di finale hanno acceduto alla fase finale per il quinto posto.
  - Fase finale per il quinto posto, giocata con semifinali, finale per il settimo posto e finale per il quinto posto.
  - Fase finale per il nono posto posto, giocata con quarti di finale, semifinali, finale per l'undicesimo posto e finale per il nono posto; le sconfitte ai quarti di finale hanno acceduto alla fase finale per il tredicesimo posto.
  - Fase finale per il tredicesimo posto, giocata con semifinali, finale per il quindicesimo posto e finale per il tredicesimo posto.
  - Girone per il diciassettimo posto, giocata con girone all'italiana.

### Criteri di classifica
Se il risultato finale è stato di 3-0 o 3-1 sono stati assegnati 3 punti alla squadra vincente e 0 a quella sconfitta, se il risultato finale è stato di 3-2 sono stati assegnati 2 punti alla squadra vincente e 1 a quella sconfitta.
L'ordine del posizionamento in classifica è stato definito in base a:
- Numero di partite vinte;
- Punti;
- Ratio dei set vinti/persi;
- Ratio dei punti realizzati/subiti;
- Risultati degli scontri diretti.

## Squadre partecipanti
| Squadra         | Qualificazione                                      | Ultima partecipazione |
| --------------- | --------------------------------------------------- | --------------------- |
| Argentina       | 2ª al campionato sudamericano under 19 2018         | Bahrein 2017          |
| Bielorussia     | 5ª al campionato europeo under 18 2018              | Turchia 1993          |
| Brasile         | 1ª al campionato sudamericano under 19 2018         | Bahrein 2017          |
| Bulgaria        | 6ª al campionato europeo under 18 2018              | Argentina 2015        |
| Colombia        | 3ª al campionato sudamericano under 19 2018         | Debutto               |
| Corea del Sud   | 2ª al campionato asiatico e oceaniano under 18 2018 | Bahrein 2017          |
| Cuba            | 1ª al campionato nordamericano under 19 2018        | Bahrein 2017          |
| Egitto          | 2ª ai Giochi panafricani giovanili 2018             | Bahrein 2017          |
| Germania        | 1ª al campionato europeo under 18 2018              | Argentina 2015        |
| Giappone        | 1ª al campionato asiatico e oceaniano under 18 2018 | Bahrein 2017          |
| Iran            | 3ª al campionato asiatico e oceaniano under 18 2018 | Bahrein 2017          |
| Italia          | 3ª al campionato europeo under 18 2018              | Bahrein 2017          |
| Messico         | 2ª alla Coppa panamericana under 19 2019            | Bahrein 2017          |
| Nigeria         | 1ª ai Giochi panafricani giovanili 2018             | Debutto               |
| Rep. Ceca       | 2ª al campionato europeo under 18 2018              | Bahrein 2017          |
| Rep. Dominicana | 3ª alla Coppa panamericana under 19 2019            | Arabia Saudita 1999   |
| Russia          | 4ª al campionato europeo under 18 2018              | Bahrein 2017          |
| Stati Uniti     | 2ª al campionato nordamericano under 19 2018        | Bahrein 2017          |
| Taipei cinese   | 4ª al campionato asiatico e oceaniano under 18 2018 | Argentina 2015        |
| Tunisia         | Paese organizzatore                                 | Bahrein 2017          |

## Torneo

### Fase a gironi
I gironi sono stati sorteggiati il 27 giugno 2019 a Tunisi.
| Girone A      | Girone B  | Girone C  | Girone D        |
| ------------- | --------- | --------- | --------------- |
| Bielorussia   | Bulgaria  | Argentina | Corea del Sud   |
| Brasile       | Colombia  | Egitto    | Nigeria         |
| Cuba          | Iran      | Germania  | Rep. Dominicana |
| Taipei cinese | Italia    | Giappone  | Russia          |
| Tunisia       | Rep. Ceca | Messico   | Stati Uniti     |

#### Girone A

##### Risultati
| 21 agosto 2019 Palazzetto dello sport El Menzah, Tunisi Durata: 1h:41 - Spettatori: ?   | Taipei cinese | 2 - 3 | Bielorussia   | 15-25, 25-22, 16-25, 25-13, 5-15  |
| 21 agosto 2019 Palazzetto dello sport El Menzah, Tunisi Durata: 1h:10 - Spettatori: ?   | Cuba          | 3 - 0 | Tunisia       | 25-22, 25-14, 25-18               |
| 22 agosto 2019 Palazzetto dello sport El Menzah, Tunisi Durata: 2h:15 - Spettatori: 70  | Cuba          | 3 - 2 | Brasile       | 23-25, 21-25, 25-22, 25-18, 27-25 |
| 22 agosto 2019 Palazzetto dello sport El Menzah, Tunisi Durata: 2h:10 - Spettatori: 200 | Tunisia       | 3 - 2 | Bielorussia   | 25-22, 15-25, 25-23, 26-28, 15-12 |
| 23 agosto 2019 Palazzetto dello sport El Menzah, Tunisi Durata: 1h:33 - Spettatori: 60  | Taipei cinese | 1 - 3 | Cuba          | 18-25, 25-17, 19-25, 20-25        |
| 23 agosto 2019 Palazzetto dello sport El Menzah, Tunisi Durata: 1h:28 - Spettatori: 450 | Brasile       | 3 - 0 | Tunisia       | 27-25, 25-17, 25-14               |
| 24 agosto 2019 Palazzetto dello sport El Menzah, Tunisi Durata: 1h:51 - Spettatori: ?   | Bielorussia   | 1 - 3 | Brasile       | 16-25, 25-19, 25-27, 17-25        |
| 24 agosto 2019 Palazzetto dello sport El Menzah, Tunisi Durata: 1h:31 - Spettatori: ?   | Tunisia       | 0 - 3 | Taipei cinese | 25-27, 26-28, 19-25               |
| 25 agosto 2019 Palazzetto dello sport El Menzah, Tunisi Durata: 1h:44 - Spettatori: 30  | Bielorussia   | 3 - 1 | Cuba          | 25-21, 25-23, 22-25, 25-16        |
| 25 agosto 2019 Palazzetto dello sport El Menzah, Tunisi Durata: 1h:09 - Spettatori: 200 | Brasile       | 3 - 0 | Taipei cinese | 25-17, 25-17, 25-20               |

##### Classifica
| Pos. | Squadra       | Pt | G | V | P | SV | SP | Ratio | PF  | PS  | Ratio |
| ---- | ------------- | -- | - | - | - | -- | -- | ----- | --- | --- | ----- |
| 1.   | Brasile       | 10 | 4 | 3 | 1 | 11 | 4  | 2,750 | 363 | 314 | 1,156 |
| 2.   | Cuba          | 8  | 4 | 3 | 1 | 10 | 6  | 1,666 | 373 | 348 | 1,071 |
| 3.   | Bielorussia   | 6  | 4 | 2 | 2 | 9  | 9  | 1,000 | 390 | 373 | 1,045 |
| 4.   | Taipei cinese | 4  | 4 | 1 | 3 | 6  | 9  | 0,666 | 302 | 337 | 0,896 |
| 5.   | Tunisia       | 2  | 4 | 1 | 3 | 3  | 11 | 0,272 | 286 | 342 | 0,836 |

      Qualificata alla fase finale per il primo posto.
      Qualificata al girone per il diciassettesimo posto.

#### Girone B

##### Risultati
| 21 agosto 2019 Palazzetto dello sport El Menzah, Tunisi Durata: 1h:49 - Spettatori: ?   | Bulgaria  | 2 - 3 | Italia    | 14-25, 25-21, 17-25, 25-22, 7-15 |
| 21 agosto 2019 Palazzetto dello sport El Menzah, Tunisi Durata: 1h:02 - Spettatori: 19  | Rep. Ceca | 3 - 0 | Colombia  | 25-13, 25-16, 25-17              |
| 22 agosto 2019 Palazzetto dello sport El Menzah, Tunisi Durata: 1h:03 - Spettatori: ?   | Italia    | 3 - 0 | Rep. Ceca | 25-14, 25-12, 25-13              |
| 22 agosto 2019 Palazzetto dello sport El Menzah, Tunisi Durata: 1h:47 - Spettatori: 50  | Iran      | 3 - 1 | Bulgaria  | 25-21, 21-25, 25-22, 25-20       |
| 23 agosto 2019 Palazzetto dello sport El Menzah, Tunisi Durata: 1h:16 - Spettatori: ?   | Rep. Ceca | 3 - 0 | Iran      | 25-17, 25-17, 25-22              |
| 23 agosto 2019 Palazzetto dello sport El Menzah, Tunisi Durata: 1h:09 - Spettatori: 50  | Colombia  | 0 - 3 | Italia    | 18-25, 19-25, 13-25              |
| 24 agosto 2019 Palazzetto dello sport El Menzah, Tunisi Durata: 1h:48 - Spettatori: ?   | Iran      | 3 - 1 | Colombia  | 25-27, 25-21, 25-17, 25-13       |
| 24 agosto 2019 Palazzetto dello sport El Menzah, Tunisi Durata: 1h:09 - Spettatori: 50  | Bulgaria  | 0 - 3 | Rep. Ceca | 22-25, 11-25, 22-25              |
| 25 agosto 2019 Palazzetto dello sport El Menzah, Tunisi Durata: 1h:40 - Spettatori: 30  | Colombia  | 1 - 3 | Bulgaria  | 16-25, 21-25, 26-24, 24-26       |
| 25 agosto 2019 Palazzetto dello sport El Menzah, Tunisi Durata: 1h:38 - Spettatori: 300 | Italia    | 3 - 1 | Iran      | 25-16, 25-18, 24-26, 25-11       |

##### Classifica
| Pos. | Squadra   | Pt | G | V | P | SV | SP | Ratio | PF  | PS  | Ratio |
| ---- | --------- | -- | - | - | - | -- | -- | ----- | --- | --- | ----- |
| 1.   | Italia    | 12 | 4 | 4 | 0 | 12 | 3  | 4,000 | 357 | 248 | 1,439 |
| 2.   | Rep. Ceca | 9  | 4 | 3 | 1 | 9  | 3  | 3,000 | 264 | 232 | 1,137 |
| 3.   | Iran      | 7  | 4 | 2 | 2 | 7  | 8  | 0,875 | 323 | 340 | 0,950 |
| 4.   | Bulgaria  | 6  | 4 | 1 | 3 | 6  | 10 | 0,600 | 331 | 366 | 0,904 |
| 5.   | Colombia  | 2  | 4 | 0 | 4 | 2  | 12 | 0,166 | 261 | 350 | 0,745 |

      Qualificata alla fase finale per il primo posto.
      Qualificata al girone per il diciassettesimo posto.

#### Girone C

##### Risultati
| 21 agosto 2019 Salle Omnisport de Radès, Radès Durata: 1h:46 - Spettatori: 50  | Messico   | 1 - 3 | Argentina | 21-25, 25-17, 14-25, 20-25        |
| 21 agosto 2019 Salle Omnisport de Radès, Radès Durata: 2h:06 - Spettatori: ?   | Egitto    | 3 - 2 | Germania  | 17-25, 27-25, 25-17, 13-25, 17-15 |
| 22 agosto 2019 Salle Omnisport de Radès, Radès Durata: 1h:38 - Spettatori: ?   | Argentina | 1 - 3 | Egitto    | 23-25, 16-25, 25-21, 12-25        |
| 22 agosto 2019 Salle Omnisport de Radès, Radès Durata: 1h:12 - Spettatori: 20  | Giappone  | 3 - 0 | Messico   | 25-17, 25-21, 25-13               |
| 23 agosto 2019 Salle Omnisport de Radès, Radès Durata: 1h:53 - Spettatori: 25  | Egitto    | 3 - 2 | Giappone  | 25-19, 25-20, 23-25, 15-25, 15-10 |
| 23 agosto 2019 Salle Omnisport de Radès, Radès Durata: 1h:54 - Spettatori: 30  | Germania  | 3 - 1 | Argentina | 25-21, 22-25, 25-20, 25-21        |
| 24 agosto 2019 Salle Omnisport de Radès, Radès Durata: 1h:12 - Spettatori: 60  | Giappone  | 3 - 0 | Germania  | 25-14, 25-22, 25-20               |
| 24 agosto 2019 Salle Omnisport de Radès, Radès Durata: 1h:22 - Spettatori: ?   | Messico   | 0 - 3 | Egitto    | 23-25, 23-25, 21-25               |
| 25 agosto 2019 Salle Omnisport de Radès, Radès Durata: 2h:01 - Spettatori: 30  | Germania  | 3 - 2 | Messico   | 25-21, 23-25, 25-18, 14-25, 15-12 |
| 25 agosto 2019 Salle Omnisport de Radès, Radès Durata: 1h:48 - Spettatori: 100 | Argentina | 3 - 1 | Giappone  | 25-23, 18-25, 26-24, 25-21        |

##### Classifica
| Pos. | Squadra   | Pt | G | V | P | SV | SP | Ratio | PF  | PS  | Ratio |
| ---- | --------- | -- | - | - | - | -- | -- | ----- | --- | --- | ----- |
| 1.   | Egitto    | 10 | 4 | 4 | 0 | 12 | 5  | 2,400 | 373 | 349 | 1,068 |
| 2.   | Giappone  | 7  | 4 | 2 | 2 | 9  | 6  | 1,500 | 342 | 304 | 1,125 |
| 3.   | Argentina | 6  | 4 | 2 | 2 | 8  | 8  | 1,000 | 349 | 366 | 0,953 |
| 4.   | Germania  | 6  | 4 | 2 | 2 | 8  | 9  | 0,888 | 362 | 362 | 1,000 |
| 5.   | Messico   | 2  | 4 | 0 | 4 | 3  | 12 | 0,250 | 299 | 344 | 0,869 |

      Qualificata alla fase finale per il primo posto.
      Qualificata al girone per il diciassettesimo posto.

#### Girone D

##### Risultati
| 21 agosto 2019 Salle Omnisport de Radès, Radès Durata: ? - Spettatori: ?       | Rep. Dominicana | 0 - 3 | Stati Uniti     | 18-25, 29-31, 17-25        |
| 21 agosto 2019 Salle Omnisport de Radès, Radès Durata: 1h:49 - Spettatori: 500 | Corea del Sud   | 0 - 3 | Nigeria         | 20-25, 26-28, 24-26        |
| 22 agosto 2019 Salle Omnisport de Radès, Radès Durata: 1h:43 - Spettatori: 250 | Stati Uniti     | 1 - 3 | Corea del Sud   | 27-25, 17-25, 20-25, 22-25 |
| 22 agosto 2019 Salle Omnisport de Radès, Radès Durata: 1h:07 - Spettatori: 100 | Russia          | 3 - 0 | Rep. Dominicana | 25-17, 25-14, 25-17        |
| 23 agosto 2019 Salle Omnisport de Radès, Radès Durata: ? - Spettatori: ?       | Corea del Sud   | 1 - 3 | Russia          | 25-22, 21-25, 18-25, 23-25 |
| 23 agosto 2019 Salle Omnisport de Radès, Radès Durata: 1h:14 - Spettatori: 60  | Nigeria         | 0 - 3 | Stati Uniti     | 22-25, 19-25, 20-25        |
| 24 agosto 2019 Salle Omnisport de Radès, Radès Durata: 1h:02 - Spettatori: 50  | Russia          | 3 - 0 | Nigeria         | 25-15, 25-14, 25-17        |
| 24 agosto 2019 Salle Omnisport de Radès, Radès Durata: 1h:06 - Spettatori: 70  | Rep. Dominicana | 0 - 3 | Corea del Sud   | 17-25, 16-25, 15-25        |
| 25 agosto 2019 Salle Omnisport de Radès, Radès Durata: 1h:20 - Spettatori: 25  | Nigeria         | 3 - 0 | Rep. Dominicana | 25-17, 30-28, 25-17        |
| 25 agosto 2019 Salle Omnisport de Radès, Radès Durata: 1h:04 - Spettatori: 150 | Stati Uniti     | 0 - 3 | Russia          | 12-25, 19-25, 12-25        |

##### Classifica
| Pos. | Squadra         | Pt | G | V | P | SV | SP | Ratio  | PF  | PS  | Ratio |
| ---- | --------------- | -- | - | - | - | -- | -- | ------ | --- | --- | ----- |
| 1.   | Russia          | 12 | 4 | 4 | 0 | 12 | 1  | 12,000 | 322 | 224 | 1,437 |
| 2.   | Stati Uniti     | 6  | 4 | 2 | 2 | 7  | 6  | 1,166  | 285 | 300 | 0,950 |
| 3.   | Corea del Sud   | 6  | 4 | 2 | 2 | 7  | 7  | 1,000  | 332 | 310 | 1,070 |
| 4.   | Nigeria         | 6  | 4 | 2 | 2 | 6  | 6  | 1,000  | 266 | 282 | 0,943 |
| 5.   | Rep. Dominicana | 0  | 4 | 0 | 4 | 0  | 12 | 0,000  | 222 | 311 | 0,713 |

      Qualificata alla fase finale per il primo posto.
      Qualificata al girone per il diciassettesimo posto.

### Fase finale

#### Finale 1º e 3º posto
|  | Ottavi di finale | Ottavi di finale | Ottavi di finale |  |  | Quarti di finale | Quarti di finale | Quarti di finale |           |   | Semifinali | Semifinali | Semifinali |        |   | Finale          | Finale          | Finale          |  |
|  |                  |                  |                  |  |  |                  |                  |                  |           |   |            |            |            |        |   |                 |                 |                 |  |
|  | 1D               | Russia           | 3                |  |  |                  |                  |                  |           |   |            |            |            |        |   |                 |                 |                 |  |
|  | 4C               | Germania         | 0                |  |  | 1D               | Russia           | 3                |           |   |            |            |            |        |   |                 |                 |                 |  |
|  | 2A               | Cuba             | 0                |  |  | 3B               | Iran             | 1                |           |   |            |            |            |        |   |                 |                 |                 |  |
|  | 3B               | Iran             | 3                |  |  |                  |                  |                  |           |   | 1D         | Russia     | 3          |        |   |                 |                 |                 |  |
|  | 2D               | Stati Uniti      | 0                |  |  |                  |                  | 3C               | Argentina | 0 |            |            |            |        |   |                 |                 |                 |  |
|  | 3C               | Argentina        | 3                |  |  | 3C               | Argentina        | 3                |           |   |            |            |            |        |   |                 |                 |                 |  |
|  | 1A               | Brasile          | 2                |  |  | 4B               | Bulgaria         | 2                |           |   |            |            |            |        |   |                 |                 |                 |  |
|  | 4B               | Bulgaria         | 3                |  |  |                  |                  |                  |           |   | 1D         | Russia     | 1          |        |   |                 |                 |                 |  |
|  | 1B               | Italia           | 3                |  |  |                  |                  |                  |           |   |            |            | 1B         | Italia | 3 |                 |                 |                 |  |
|  | 4A               | Taipei cinese    | 0                |  |  | 1B               | Italia           | 3                |           |   |            |            |            |        |   |                 |                 |                 |  |
|  | 2C               | Giappone         | 3                |  |  | 2C               | Giappone         | 0                |           |   |            |            |            |        |   |                 |                 |                 |  |
|  | 3D               | Corea del Sud    | 1                |  |  |                  |                  |                  |           |   | 1B         | Italia     | 3          |        |   | Finale 3º posto | Finale 3º posto | Finale 3º posto |  |
|  | 2B               | Rep. Ceca        | 0                |  |  |                  |                  | 1C               | Egitto    | 0 |            |            |            |        |   |                 |                 |                 |  |
|  | 3A               | Bielorussia      | 3                |  |  | 3A               | Bielorussia      | 0                |           |   |            |            |            |        |   | 3C              | Argentina       | 3               |  |
|  | 1C               | Egitto           | 3                |  |  | 1C               | Egitto           | 3                |           |   | 1C         | Egitto     | 1          |        |   |                 |                 |                 |  |
|  | 4D               | Nigeria          | 0                |  |  |                  |                  |                  |           |   |            |            |            |        |   |                 |                 |                 |  |

##### Ottavi di finale
| 27 agosto 2019 Palazzetto dello sport El Menzah, Tunisi Durata: 1h:02 - Spettatori: 30  | Italia      | 3 - 0 | Taipei cinese | 25-7, 25-17, 25-22               |
| 27 agosto 2019 Salle Omnisport de Radès, Radès Durata: 1h:30 - Spettatori: 100          | Giappone    | 3 - 1 | Corea del Sud | 22-25, 25-19, 25-18, 25-17       |
| 27 agosto 2019 Palazzetto dello sport El Menzah, Tunisi Durata: 1h:14 - Spettatori: 30  | Rep. Ceca   | 0 - 3 | Bielorussia   | 23-25, 20-25, 20-25              |
| 27 agosto 2019 Salle Omnisport de Radès, Radès Durata: 1h:13 - Spettatori: 50           | Egitto      | 3 - 0 | Nigeria       | 25-16, 25-20, 29-27              |
| 27 agosto 2019 Palazzetto dello sport El Menzah, Tunisi Durata: 1h:13 - Spettatori: 75  | Russia      | 3 - 0 | Germania      | 25-11, 25-20, 25-20              |
| 27 agosto 2019 Salle Omnisport de Radès, Radès Durata: 1h:18 - Spettatori: ?            | Cuba        | 0 - 3 | Iran          | 19-25, 24-26, 22-25              |
| 27 agosto 2019 Palazzetto dello sport El Menzah, Tunisi Durata: 1h:12 - Spettatori: 150 | Stati Uniti | 0 - 3 | Argentina     | 20-25, 19-25, 14-25              |
| 27 agosto 2019 Salle Omnisport de Radès, Radès Durata: 2h:14 - Spettatori: 60           | Brasile     | 2 - 3 | Bulgaria      | 23-25, 26-24, 25-19, 21-25, 6-15 |

##### Quarti di finale
| 28 agosto 2019 Palazzetto dello sport El Menzah, Tunisi Durata: 1h:03 - Spettatori: 40  | Italia      | 3 - 0 | Giappone | 25-17, 25-12, 25-14               |
| 28 agosto 2019 Palazzetto dello sport El Menzah, Tunisi Durata: 1h:11 - Spettatori: 40  | Bielorussia | 0 - 3 | Egitto   | 21-25, 18-25, 18-25               |
| 28 agosto 2019 Palazzetto dello sport El Menzah, Tunisi Durata: 1h:56 - Spettatori: 120 | Russia      | 3 - 1 | Iran     | 21-25, 25-18, 25-20, 25-23        |
| 28 agosto 2019 Palazzetto dello sport El Menzah, Tunisi Durata: 2h:14 - Spettatori: 70  | Argentina   | 3 - 2 | Bulgaria | 25-19, 21-25, 26-24, 21-25, 15-13 |

##### Semifinali
| 29 agosto 2019 Palazzetto dello sport El Menzah, Tunisi Durata: 1h:16 - Spettatori: 60  | Russia | 3 - ' | Argentina | 25-21, 25-18, 27-25 |
| 29 agosto 2019 Palazzetto dello sport El Menzah, Tunisi Durata: 1h:07 - Spettatori: 140 | Italia | 3 - 0 | Egitto    | 25-18, 25-16, 25-17 |

##### Finale 3º posto
| 30 agosto 2019 Palazzetto dello sport El Menzah, Tunisi Durata: 1h:32 - Spettatori: 50 | Argentina | 3 - 1 | Egitto | 25-19, 25-19, 23-25, 25-17 |

##### Finale
| 30 agosto 2019 Palazzetto dello sport El Menzah, Tunisi Durata: 1h:42 - Spettatori: 500 | Russia | 1 - 3 | Italia | 24-26, 25-21, 19-25, 18-25 |

#### Finale 5º e 7º posto
|  | Semifinali | Semifinali  | Semifinali |          |    | Finale          | Finale          | Finale          |  |
|  |            |             |            |          |    |                 |                 |                 |  |
|  | 3B         | Iran        | 3          |          |    |                 |                 |                 |  |
|  | 3B         | Iran        | 3          |          |    |                 |                 |                 |  |
|  | 4B         | Bulgaria    | 0          |          |    |                 |                 |                 |  |
|  | 4B         | Bulgaria    | 0          |          | 3B | Iran            | 3               |                 |  |
|  |            |             |            |          | 3B | Iran            | 3               |                 |  |
|  |            |             | 2C         | Giappone | 1  |                 |                 |                 |  |
|  | 2C         | Giappone    | 2C         | Giappone | 1  | 3               |                 |                 |  |
|  | 2C         | Giappone    |            |          |    | 3               |                 |                 |  |
|  | 3A         | Bielorussia | 1          |          |    | Finale 3º posto | Finale 3º posto | Finale 3º posto |  |
|  | 3A         | Bielorussia | 1          |          |    |                 |                 |                 |  |
|  |            |             |            |          |    |                 |                 |                 |  |
|  |            |             |            |          |    | 4B              | Bulgaria        | 3               |  |
|  |            |             |            |          |    | 4B              | Bulgaria        | 3               |  |
|  |            |             |            |          |    | 3A              | Bielorussia     | 1               |  |

##### Semifinali
| 29 agosto 2019 Palazzetto dello sport El Menzah, Tunisi Durata: 1h:17 - Spettatori: 25 | Iran     | 3 - 0 | Bulgaria    | 25-22, 25-22, 25-15        |
| 29 agosto 2019 Palazzetto dello sport El Menzah, Tunisi Durata: 1h:53 - Spettatori: 30 | Giappone | 3 - 1 | Bielorussia | 25-27, 25-18, 25-18, 33-31 |

##### Finale 7º posto
| 30 agosto 2019 Palazzetto dello sport El Menzah, Tunisi Durata: 1h:37 - Spettatori: 60 | Bulgaria | 3 - 1 | Bielorussia | 25-21, 25-19, 20-25, 25-17 |

##### Finale 5º posto
| 30 agosto 2019 Palazzetto dello sport El Menzah, Tunisi Durata: 1h:45 - Spettatori: 40 | Iran | 3 - 1 | Giappone | 28-26, 23-25, 25-16, 25-23 |

#### Finale 9º e 11º posto
|  | Quarti di finale | Quarti di finale | Quarti di finale |           |    | Semifinali    | Semifinali    | Semifinali |    |                 | Finale          | Finale          | Finale |  |
|  |                  |                  |                  |           |    |               |               |            |    |                 |                 |                 |        |  |
|  | 4C               | Germania         | 0                |           |    |               |               |            |    |                 |                 |                 |        |  |
|  | 4C               | Germania         | 0                |           |    |               |               |            |    |                 |                 |                 |        |  |
|  | 2A               | Cuba             | 3                |           |    |               |               |            |    |                 |                 |                 |        |  |
|  | 2A               | Cuba             | 3                |           | 2A | Cuba          | 0             |            |    |                 |                 |                 |        |  |
|  |                  |                  |                  |           | 2A | Cuba          | 0             |            |    |                 |                 |                 |        |  |
|  |                  |                  | 1A               | Brasile   | 3  |               |               |            |    |                 |                 |                 |        |  |
|  | 2D               | Stati Uniti      | 1A               | Brasile   | 3  | 2             |               |            |    |                 |                 |                 |        |  |
|  | 2D               | Stati Uniti      |                  |           |    |               |               |            |    |                 |                 |                 |        |  |
|  | 1A               | Brasile          | 3                |           |    |               |               |            |    |                 |                 |                 |        |  |
|  | 1A               | Brasile          | 3                |           | 1A | Brasile       | 3             |            |    |                 |                 |                 |        |  |
|  |                  |                  |                  |           |    |               |               |            |    |                 |                 |                 |        |  |
|  |                  |                  | 2B               | Rep. Ceca | 0  |               |               |            |    |                 |                 |                 |        |  |
|  | 4A               | Taipei cinese    | 2B               | Rep. Ceca | 0  | 0             |               |            |    |                 |                 |                 |        |  |
|  | 4A               | Taipei cinese    |                  |           |    | 0             |               |            |    |                 |                 |                 |        |  |
|  | 3D               | Corea del Sud    | 3                |           |    |               |               |            |    |                 |                 |                 |        |  |
|  | 3D               | Corea del Sud    | 3                |           | 3D | Corea del Sud | 2             |            |    | Finale 3º posto | Finale 3º posto | Finale 3º posto |        |  |
|  |                  |                  |                  |           | 3D | Corea del Sud | 2             |            |    |                 |                 |                 |        |  |
|  |                  |                  | 2B               | Rep. Ceca | 3  |               |               |            |    |                 |                 |                 |        |  |
|  | 2B               | Rep. Ceca        | 2B               | Rep. Ceca | 3  | 3             |               |            | 2A | Cuba            | 1               |                 |        |  |
|  | 2B               | Rep. Ceca        |                  |           |    |               |               |            | 2A | Cuba            | 1               |                 |        |  |
|  | 4D               | Nigeria          | 2                |           |    | 3D            | Corea del Sud | 3          |    |                 |                 |                 |        |  |

##### Quarti di finale
| 28 agosto 2019 Salle Omnisport de Radès, Radès Durata: 1h:12 - Spettatori: 10 | Taipei cinese | 0 - 3 | Corea del Sud | 24-26, 21-25, 21-25               |
| 28 agosto 2019 Salle Omnisport de Radès, Radès Durata: 1h:33 - Spettatori: 10 | Rep. Ceca     | 3 - 2 | Nigeria       | 25-19, 16-25, 25-16, 22-25, 15-10 |
| 28 agosto 2019 Salle Omnisport de Radès, Radès Durata: 1h:08 - Spettatori: 20 | Germania      | 0 - 3 | Cuba          | 15-25, 15-25, 21-25               |
| 28 agosto 2019 Salle Omnisport de Radès, Radès Durata: 2h:05 - Spettatori: 50 | Stati Uniti   | 2 - 3 | Brasile       | 26-24, 23-25, 25-21, 17-25, 10-15 |

##### Semifinali
| 29 agosto 2019 Salle Omnisport de Radès, Radès Durata: 1h:23 - Spettatori: 50 | Cuba          | 0 - 3 | Brasile   | 24-26, 19-25, 20-25               |
| 29 agosto 2019 Salle Omnisport de Radès, Radès Durata: 2h:01 - Spettatori: 25 | Corea del Sud | 2 - 3 | Rep. Ceca | 29-31, 25-22, 18-25, 25-19, 14-16 |

##### Finale 11º posto
| 30 agosto 2019 Salle Omnisport de Radès, Radès Durata: 1h:43 - Spettatori: 25 | Cuba | 1 - 3 | Corea del Sud | 21-25, 25-18, 24-26, 23-25 |

##### Finale 9º posto
| 30 agosto 2019 Salle Omnisport de Radès, Radès Durata: 1h:07 - Spettatori: 30 | Brasile | 3 - 0 | Rep. Ceca | 25-13, 25-21, 25-19 |

#### Finale 13º e 15º posto
|  | Semifinali | Semifinali    | Semifinali |         |    | Finale          | Finale          | Finale          |  |
|  |            |               |            |         |    |                 |                 |                 |  |
|  | 4C         | Germania      | 3          |         |    |                 |                 |                 |  |
|  | 4C         | Germania      | 3          |         |    |                 |                 |                 |  |
|  | 2D         | Stati Uniti   | 1          |         |    |                 |                 |                 |  |
|  | 2D         | Stati Uniti   | 1          |         | 4C | Germania        | 3               |                 |  |
|  |            |               |            |         | 4C | Germania        | 3               |                 |  |
|  |            |               | 4D         | Nigeria | 0  |                 |                 |                 |  |
|  | 4A         | Taipei cinese | 4D         | Nigeria | 0  | 0               |                 |                 |  |
|  | 4A         | Taipei cinese |            |         |    | 0               |                 |                 |  |
|  | 4D         | Nigeria       | 3          |         |    | Finale 3º posto | Finale 3º posto | Finale 3º posto |  |
|  | 4D         | Nigeria       | 3          |         |    |                 |                 |                 |  |
|  |            |               |            |         |    |                 |                 |                 |  |
|  |            |               |            |         |    | 2D              | Stati Uniti     | 3               |  |
|  |            |               |            |         |    | 2D              | Stati Uniti     | 3               |  |
|  |            |               |            |         |    | 4A              | Taipei cinese   | 0               |  |

##### Semifinali
| 29 agosto 2019 Salle Omnisport de Radès, Radès Durata: 1h:43 - Spettatori: 80 | Germania      | 3 - 1 | Stati Uniti | 25-19, 19-25, 25-19, 25-14 |
| 29 agosto 2019 Salle Omnisport de Radès, Radès Durata: 1h:10 - Spettatori: 40 | Taipei cinese | 0 - 3 | Nigeria     | 22-25, 21-25, 21-25        |

##### Finale 15º posto
| 30 agosto 2019 Salle Omnisport de Radès, Radès Durata: 1h:05 - Spettatori: 50 | Stati Uniti | 3 - 0 | Taipei cinese | 25-20, 25-21, 25-15 |

##### Finale 13º posto
| 30 agosto 2019 Salle Omnisport de Radès, Radès Durata: 1h:13 - Spettatori: 40 | Germania | 3 - 0 | Nigeria | 26-24, 25-22, 25-15 |

#### Girone 17º posto

##### Risultati
| 27 agosto 2019 Palazzetto dello sport El Menzah, Tunisi Durata: 1h:33 - Spettatori: 100 | Tunisia  | 3 - 0 | Rep. Dominicana | 27-25, 25-21, 26-24               |
| 27 agosto 2019 Salle Omnisport de Radès, Radès Durata: 1h:54 - Spettatori: 30           | Colombia | 2 - 3 | Messico         | 23-25, 25-14, 25-18, 20-25, 11-15 |
| 28 agosto 2019 Salle Omnisport de Radès, Radès Durata: 1h:40 - Spettatori: 50           | Tunisia  | 3 - 1 | Colombia        | 25-20, 24-26, 25-15, 25-21        |
| 28 agosto 2019 Palazzetto dello sport El Menzah, Tunisi Durata: 2h:07 - Spettatori: 40  | Messico  | 2 - 3 | Rep. Dominicana | 15-25, 21-25, 25-17, 25-23, 10-15 |
| 29 agosto 2019 Palazzetto dello sport El Menzah, Tunisi Durata: 1h:51 - Spettatori: 30  | Colombia | 1 - 3 | Rep. Dominicana | 13-25, 20-25, 25-11, 27-29        |
| 29 agosto 2019 Salle Omnisport de Radès, Radès Durata: 1h:50 - Spettatori: 15           | Tunisia  | 2 - 3 | Messico         | 25-21, 25-20, 14-25, 23-25, 10-15 |

##### Classifica
| Pos. | Squadra         | Pt | G | V | P | SV | SP | Ratio | PF  | PS  | Ratio |
| ---- | --------------- | -- | - | - | - | -- | -- | ----- | --- | --- | ----- |
| 1.   | Tunisia         | 7  | 3 | 2 | 1 | 8  | 4  | 2,000 | 274 | 258 | 1,062 |
| 2.   | Messico         | 5  | 3 | 2 | 1 | 8  | 7  | 1,142 | 299 | 306 | 0,977 |
| 3.   | Rep. Dominicana | 5  | 3 | 2 | 1 | 6  | 6  | 1,000 | 265 | 259 | 1,023 |
| 4.   | Colombia        | 1  | 3 | 0 | 3 | 4  | 9  | 0,444 | 271 | 286 | 0,947 |

## Classifica finale
| Pos     | Squadra         | Rosa |
| ------- | --------------- | --- |
| Oro     | Italia          | Formazione: 1 Catania, 2 Ferrato, 4 Crosato, 5 Michieletto, 7 Disabato, 8 Pol, 9 Stefani, 10 Gianotti, 14 Magalini, 15 Rinaldi, 16 Porro, 18 Cianciotta, CT: Fanizza                      |
| Argento | Russia          | Formazione: 1 Anoshko, 3 M. Fiodorov, 4 Brazhniuk, 6 Dineykin, 8 Kazachenkov, 9 Kurbanov, 10 Murashko, 11 Enns, 12 I. Fiodorov, 13 Kasatkin, 14 Sinitsyn, 17 Vyshnikov, CT: Nikolaev      |
| Bronzo  | Argentina       | Formazione: 2 Cascú, 5 Acosta, 6 Aloisi, 7 Ibazeta, 8 Scarpa, 9 Armoa, 10 Capogrosso, 12 Acosta, 13 Gallardo, 14 Vidoni, 15 Urchevich, 17 Soria, CT: Rico                                 |
| 4.      | Egitto          | Formazione: 1 Elwan, 3 Deigham, 5 Abdelazim, 7 Elsafy, 8 Elhossiny, 10 Mohamed, 14 Ibrahim, 15 Mohamed, 17 Eloraby, 18 Nosair, 19 Gafer, 20 Raslan, CT: Elhossary                         |
| 5.      | Iran            | Formazione: 1 Sarlak, 2 Jelveh, 4 Nabizadeh, 5 Toukhteh, 6 Saadat, 7 Boush, 9 Feyzemamdoust, 11 Kamalabadi, 12 Khani, 13 Khalili, 16 Masoud, 19 Maman, CT: Vakili                         |
| 6.      | Giappone        | Formazione: 1 Yanakita, 2 Iwamoto, 3 Yamada, 4 Ito, 5 Yamazaki, 6 Itoyama, 7 Sawada, 8 Morii, 9 Wakabayashi, 10 Shigeto, 11 Sunagawa, 12 Takaki, CT: Honda                                |
| 7.      | Bulgaria        | Formazione: 2 Valchinov, 3 Karjagin, 4 Zahariev, 8 Telkiyski, 10 Petrov, 11 Zhelev, 13 Nikolov, 14 Kolev, 15 Yordanov, 17 Dimitrov, 19 Yankov, 20 Tatarov, CT: Hristov                    |
| 8.      | Bielorussia     | Formazione: 4 Azaranka, 5 Dyleuskiy, 6 Babkevich, 9 Sushynski, 10 Piatrevich, 12 Fralenkou, 17 Halota, 18 Marozau, 19 Zamorski, 20 Hretski, 22 Kovalev, 23 Bahatka, CT: Kavaliou          |
| 9.      | Brasile         | Formazione: 1 de Souza, 3 Orlando, 4 Lima, 5 Forster, 6 Cavalcante, 7 Vinícios da Silva, 9 Krupp, 11 Rech, 12 Andrade, 15 Tomasi, 16 Brasil, 18 Campos, CT: Preturlon                     |
| 10.     | Rep. Ceca       | Formazione: 3 Špulák, 4 Džavoronok, 6 Unzeitig, 7 Baláž, 10 Mikulenka, 11 Drahoňovský, 12 Toman, 13 Vodička, 15 Kristian, 17 Čeketa, 20 Rosenbaum, 21 Šálek, CT: Licek                    |
| 11.     | Corea del Sud   | Formazione: 1 Jeong, 2 Kim U.g., 3 Lee H.s., 4 Park Y.h, 5 Kim T.w., 6 Hong, 7 Ham, 8 Choi, 9 Bae, 10 Jang, 11 Park S.s., 12 Lee H.j., CT: Kang                                           |
| 12.     | Cuba            | Formazione: 1 Gutiérrez, 2 Thondike, 6 Chirino, 7 Gómez, 10 Bolaños, 11 Menéndez, 12 González, 13 Valle, 14 Allen, 16 Ramírez, 19 Andreu, 20 Hernández, CT: Izquierdo                     |
| 13.     | Germania        | Formazione: 5 Hosch, 6 Stoverink, 7 Schulz, 9 John, 11 Torwie, 12 Hoyer, 13 Eckardt, 15 Kolakowski, 17 Breburda, 18 Rein, 19 Urban, 20 Meier, CT: Kalný                                   |
| 14.     | Nigeria         | Formazione: 1 Stanley, 4 Ahmed, 5 Usman, 6 Ekechi, 7 Shehu, 9 Udah, 12 Anyasodike, 13 Izuchukwu, 14 Ibe, 15 Okeke, 17 Bello, 20 Anshungu, CT: Musa                                        |
| 15.     | Stati Uniti     | Formazione: 1 Kauling, 3 Briggs, 4 Karlous, 8 Akinwumi, 9 Godbold, 10 Hartley, 11 Wardlow, 12 Knight, 13 Hill, 14 Sani, 15 Deluzio, 17 Julien, CT: Hunt                                   |
| 16.     | Taipei cinese   | Formazione: 1 Jackman, 2 Guo, 5 Tseng M.t., 8 Chou, 9 Tsai, 10 Chang Y.c., 12 Lei, 13 Tseng H.m., 14 Chang H.y., 17 Yu, 19 Chang P.k., 20 Huang, CT: Wang                                 |
| 17.     | Tunisia         | Formazione: 2 Elmeddeb, 3 Aidi, 6 Ouertani, 8 Alimi, 9 Ben Romdane, 10 Bouachir, 12 Ben Hlima, 13 Ben Ghazi, 14 Bouallègue, 15 Jebali, 16 Kharrat, 19 Bouguerra, CT: Nasraoui             |
| 18.     | Messico         | Formazione: 1 Jáuregui, 3 Alcaraz, 5 de la Riva, 6 J. López, 9 L. Hernández, 10 L. López, 11 Zambrano, 13 González, 14 Martínez, 15 F. Hernández, 17 J. Hernández, 19 Fletes, CT: Alarcón |
| 19.     | Rep. Dominicana | Formazione: 1 Edouard, 2 García, 3 Florián, 5 Muñoz, 6 Turbides, 7 Feliz, 8 J. Rodríguez, 9 Capellán, 12 Matos, 13 Montero, 14 Gerardo, 15 Rosario, CT: L. Rodríguez                      |
| 20.     | Colombia        | Formazione: 1 Murillo, 3 Guzmán, 5 Mosquera, 7 L. Aponzá, 8 A. Osorio, 9 Caicedo, 10 Ruiz, 11 Florez, 13 Ramos, 15 González, 17 D. Aponzá, 18 Cuello, CT: C. Osorio                       |

## Premi individuali
| Premio                | Nome              | Squadra   |
| --------------------- | ----------------- | --------- |
| MVP                   | Tommaso Rinaldi   | Italia    |
| Miglior palleggiatore | Paolo Porro       | Italia    |
| Miglior opposto       | Roman Murashko    | Russia    |
| Miglior schiacciatore | Tommaso Rinaldi   | Italia    |
| Miglior schiacciatore | Omar Kurbanov     | Russia    |
| Miglior centrale      | Nicola Cianciotta | Italia    |
| Miglior centrale      | Agustín Gallardo  | Argentina |
| Miglior libero        | Il'ja Fëdorov     | Russia    |